# Вохна (платформа)
Во́хна — остановочный пункт Горьковского направления Московской железной дороги в городе Павловский Посад Московской области.
Название дано по реке Вохна и одному из названий села, ставшего предшественником Павловского Посада.
Состоит из двух платформ, соединённых только настилом через пути. Не оборудована турникетами.
По состоянию на осень 2016 года, посадка и высадка пассажиров на этой части производится в полном объёме.
В июле 2023 года началась капитальная реконструкция станции.
Обслуживает западную часть города, где преобладает частная застройка.
Время движения от Курского вокзала — около 1 часа 17 минут.